# Drvopleň obecný
Drvopleň obecný, též drvopleň topolový nebo drvopleň vrbový, Cossus cossus, je motýl, jehož housenka vážně poškozuje větve a kmeny dřevin. Na kmeni a větvích bývají zjevné otvory s trusem. Drvopleň obecný způsobuje lámání větví i stromů i úhyn celých stromů. Zvýšený výskyt housenek drvopleňů byl zjištěn v jabloňových sadech pod gumovými chrániči chránícími stromy před okusem zvěří.

## EPPO kód
EPPO kód: COSSCO

## Zeměpisné rozšíření
Druh je rozšířen po celé Evropě a obývá velmi rozdílné biotopy. V Česku je běžným druhem, ale většinou uniká pozornosti. V horách vystupuje do výšek kolem 1500 m.
Areál výskytu pokrývá mimo Evropu severní Afriku a mírné oblasti Asie. V Alpách se vyskytují až do nadmořské výšky 1500 metrů. Je velmi rozšířený a běžný druh. V republice Tatarstán je chráněným druhem, zapsaným v Červené knize.

## Popis
Rozpětí křídel dospělce je asi 65–70 mm u samic 80–90 mm. Délka těla dosahuje 30–40 mm. Dospělci mají křídla nevýrazná, šedé až hnědošedé. Ústní ústrojí dospělce je zakrnělé. Jsou těžkopádní. Složí-li motýl křídla, vypadá v této klidové poloze jako výběžek nějaké větvičky, která je nahoře ulomena. Housenka dorůstá velikosti až 10 cm a síly 1 cm. Bývá masově červená s řídkými tuhými brvami a páchne (je-li napadeným stromem dub) octem. Živí se dřevem silnějších větví a kmenů. Vývoj larvy trvá 2–3 roky. Hlava, hřbetní štítek a nohy jsou černé, rovněž i silná kusadla a bradavky. Kukla je rezavě hnědá, 40–50 mm velká, v pevném kokonu.

## Biologie

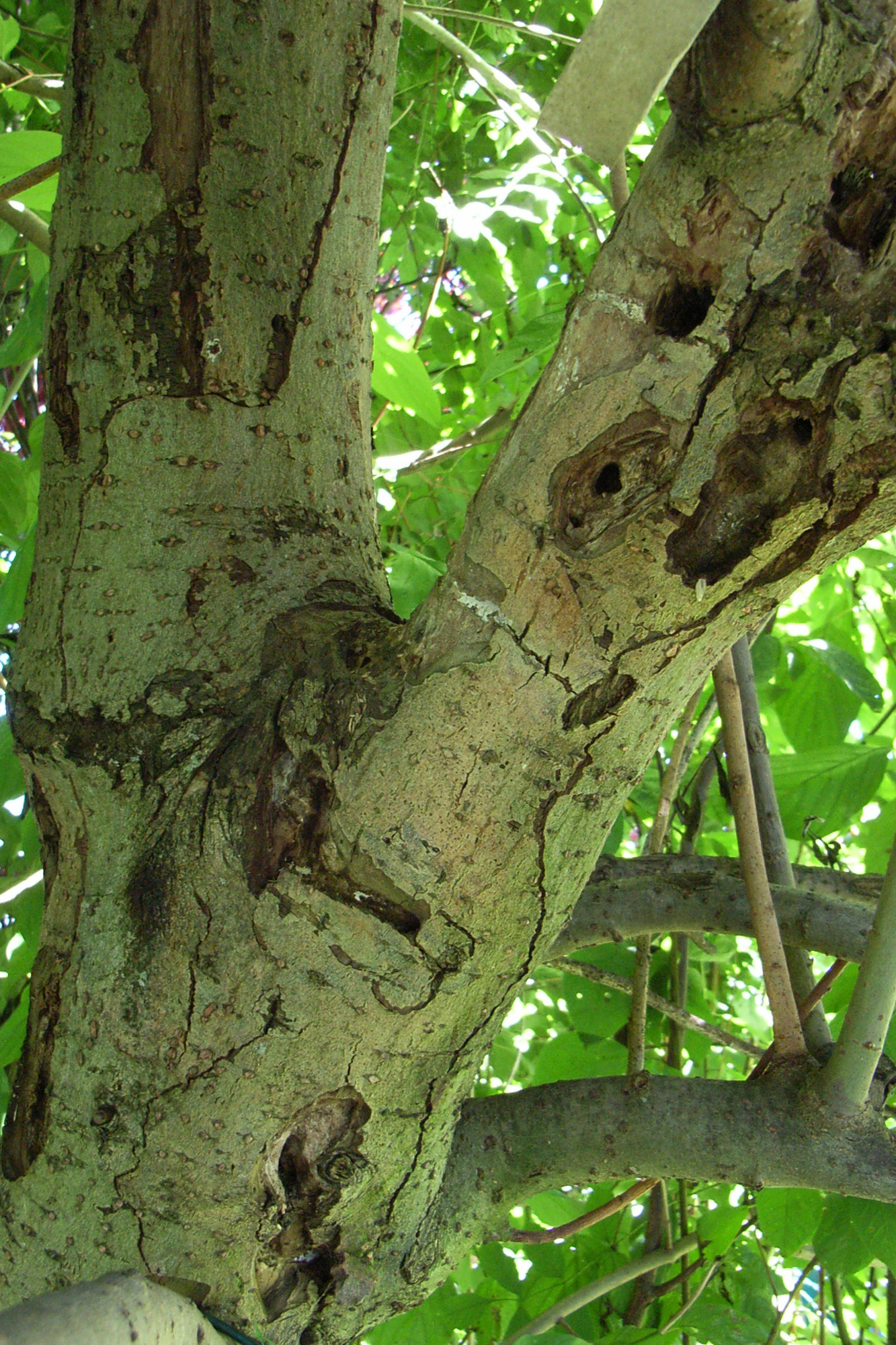
Poškozená dřevina (vrba).

Drvopleň obecný je polyfág, housenky se živí dřevem různých listnatých stromů.
Dospělci se vyskytují od května do srpna, popřípadě i do září. Za dne sedí na kmenech stromů se střechovitě složenými křídly, poletují tedy těžkopádně pouze večer a v noci. Samice kladou vajíčka do prasklin kůry různých ovocných, lesních i okrasných dřevin. Samičky kladou 700–1000 vajíček, nejlépe do skulin kůry. Vajíčka jsou kladena ve skupinách 15 až 50, někdy až 230 kusů. Vejce jsou světle hnědá, podlouhlá, 1,2–1,7 mm. Vajíčka jsou pokryta zprvu lepkavými sekrety. Zárodek se vyvíjí 12–16 dnů.

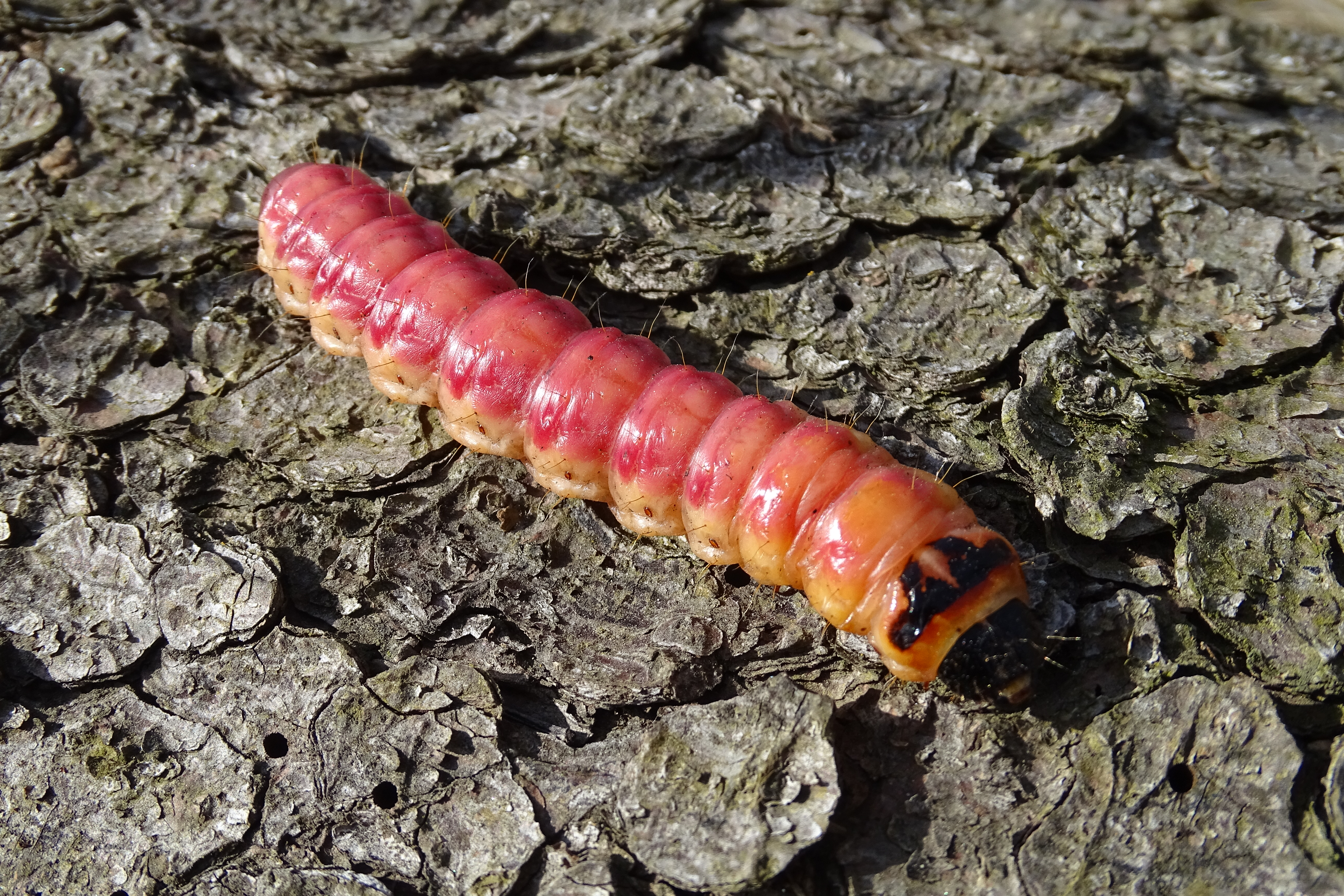
Housenka drvopleně obecného, lokalita Radiměř

Housenka se 3 roky vyvíjí v hostitelské rostlině. První rok žijí společně housenky v jedné chodbě. Kanibalismus mezi housenkami je běžný jev. V literatuře se uvádí, že housenky silně voní po octu. To je pravda, ovšem pouze v případě, že se vyvíjely v dubovém dřevě, které samo o sobě po octu voní. Z jiných stromů získané housenky tuto vůni postrádají. Na konci svého vývoje dosahují housenky délky 8–12 cm.
Kuklí se tedy buď v napadených stromech nebo mimo ně v kokonech z rozhryzaného dřeva. V podzimních měsících často housenky hostitele opouštějí a hledají místo k přezimování a kuklení. Zakuklí se a v červnu až červenci vylétá dospělec a páří se.
Drvopleň obecný se vyskytuje v lesích, parcích i zahradách, přednostně obývá lužní lesy a nižší polohy se starými stromy nebo s výsadbami vrb, topolů, jilmů nebo jiných měkkých listnatých dřevin. Opuštěné chodby drvopleně používají jako skrýše kolonie některých druhů mšic.
Housenka drvopleně obecného bývá poškozována entomopatogenními houbami rodu Cordyceps. Larvy bývají napadány lumky a kuklicemi. Housenky bývají rovněž potravou ptáků – např. druhy rodu strakapoud. Vajíčka hledají sýkory. Dospělé motýly loví netopýři, sovy a lelek.

## Význam

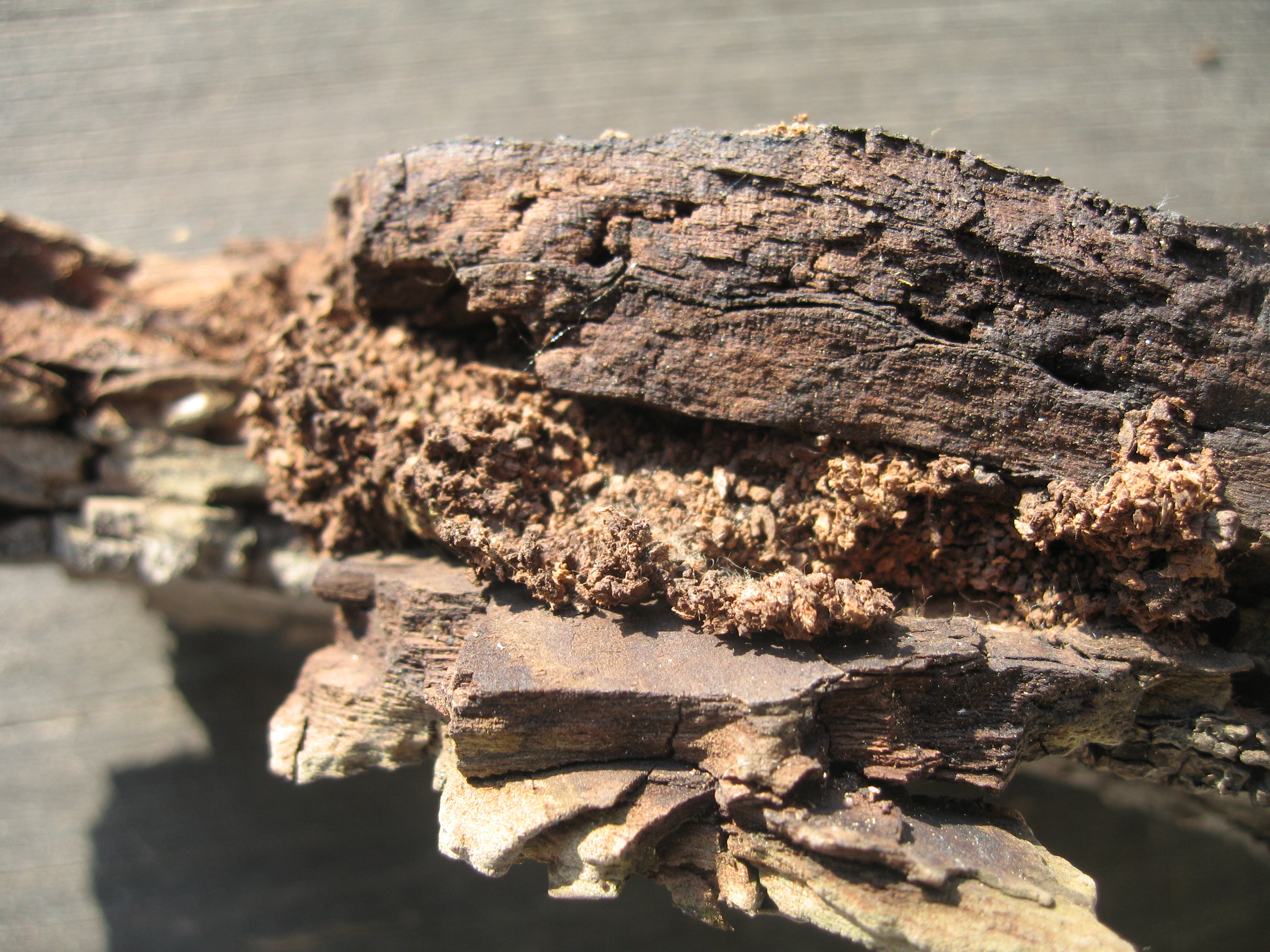
Piliny a výkaly

Drvopleň obecný napadá převážně zdravé stromy, svým žírem je oslabuje a jeho chodby jsou vstupní branou různým chorobám. Dochází k silnému poškození dřevin, odumírání větví nebo nezřídka celých dřevin. Housenky poškozují větve a kmeny do průměru 10 cm, na povrchu při větším poškození jsou zřetelně viditelné otvůrky s pilinami a výkaly. Na řezu letorostem jsou chodbičky. Poškození drvopleněm je podobné žíru tesaříků, ale z otvůrků se nesypou piliny.
Hostitel zůstává velmi citlivý na poškození větrem a středová osa systému je trvale ovlivněna. Oslabené stromy jsou poté často napadány jinými škůdci.

### Ochrana rostlin
Ochrana rostlin spočívá ve skácení a spálení napadených větví či celé hostitelské dřeviny.

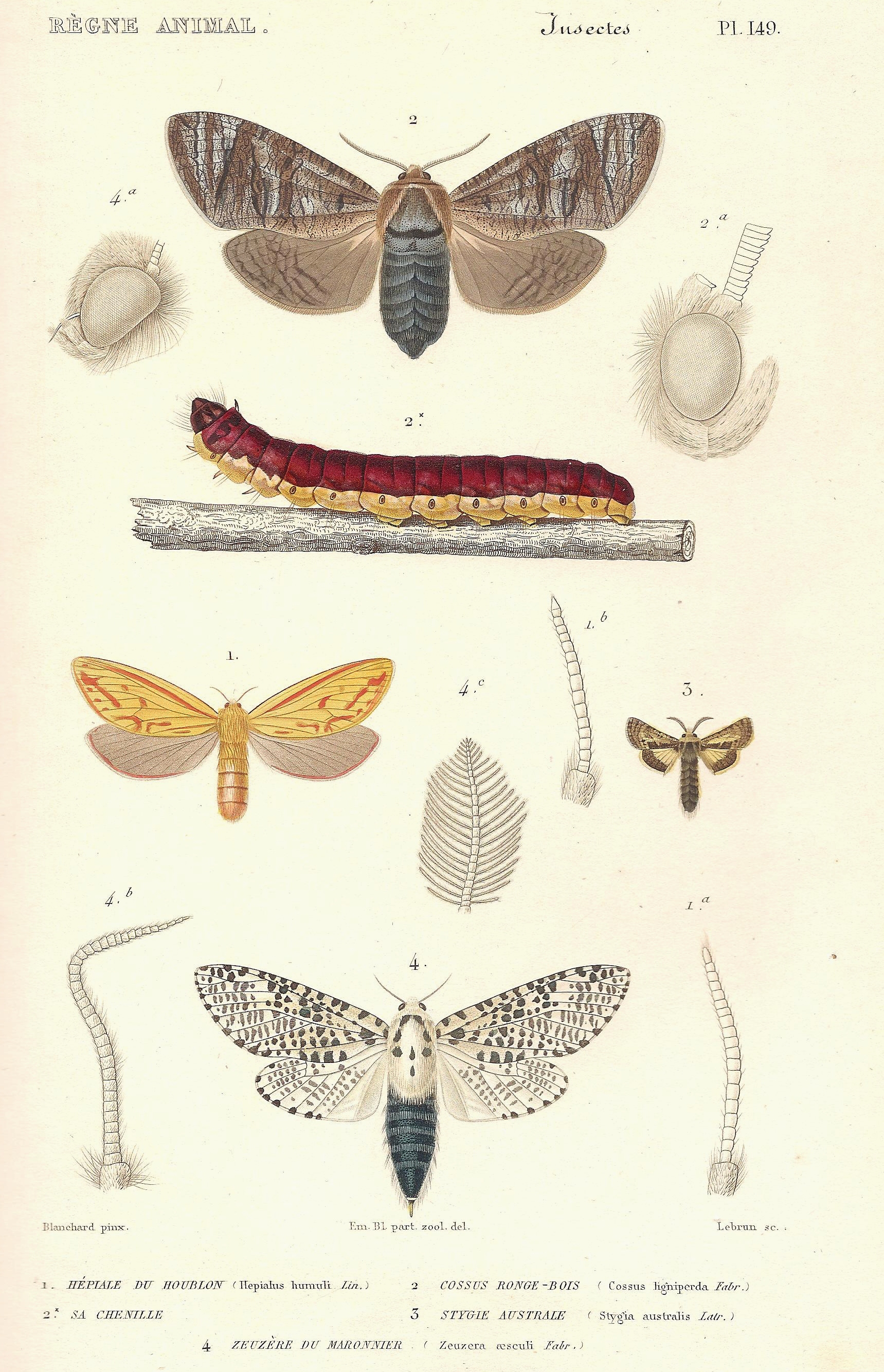
Ilustrace z entomologické publikace. Drvopleň obecný a housenka nahoře, drvopleň hrušňový zcela dole.